# Kamenný Most
Kamenný Most är en ort i Tjeckien.   Den ligger i regionen Mellersta Böhmen, i den centrala delen av landet, 23 km nordväst om huvudstaden Prag. Kamenný Most ligger 209 meter över havet och antalet invånare är 394.
Terrängen runt Kamenný Most är platt. Runt Kamenný Most är det ganska tätbefolkat, med 80 invånare per kvadratkilometer. Närmaste större samhälle är Kladno, 12,7 km sydväst om Kamenný Most. Trakten runt Kamenný Most består till största delen av jordbruksmark.